# Клас, Эри Эдуардович
Эри Эдуардович Клас (эст. Eri Klas; 7 июня 1939, Таллин — 26 февраля 2016, там же) — советский, эстонский дирижёр, педагог. Народный артист СССР (1986).

## Биография

### Происхождение

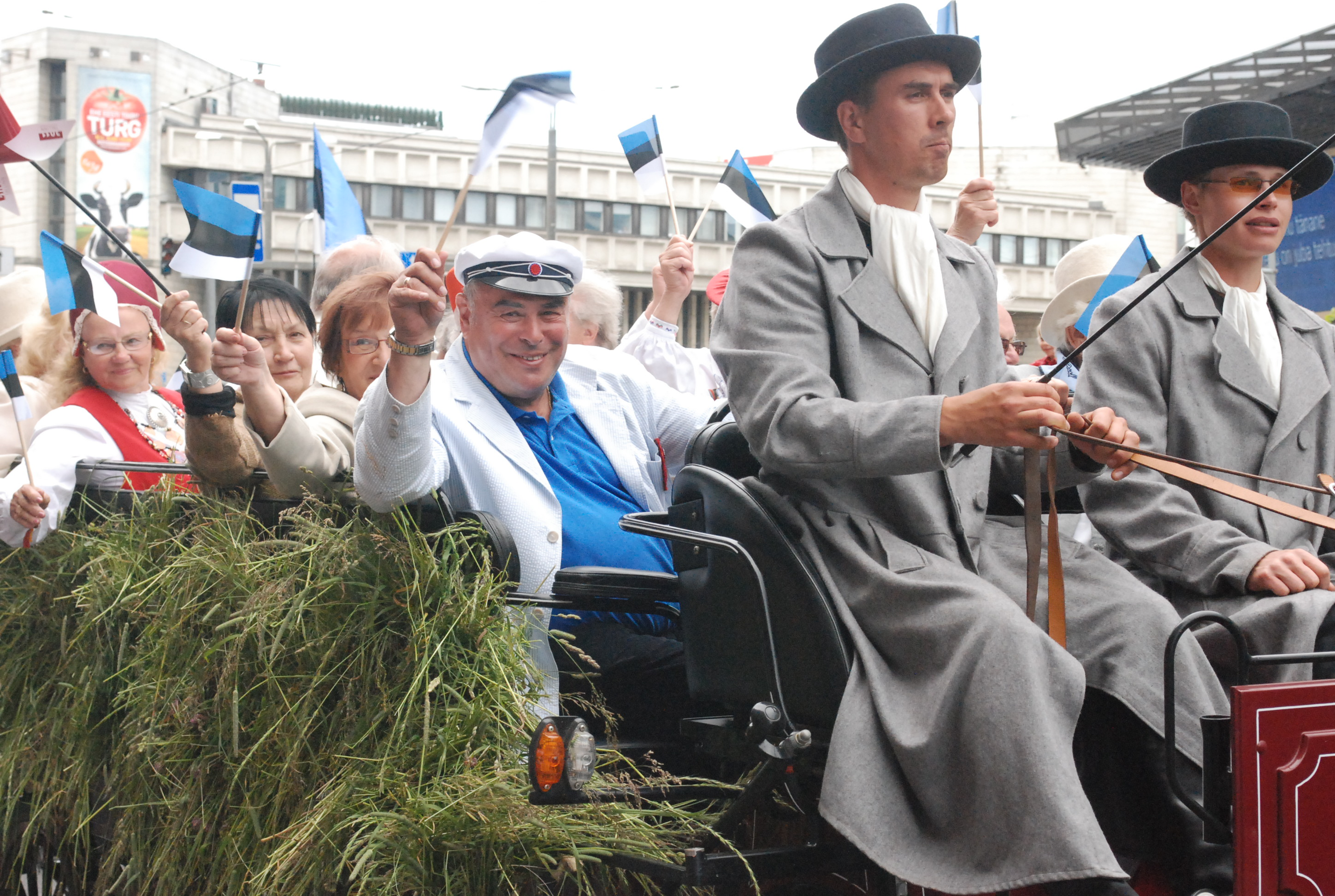
Эри Клас на Эстонском празднике песни и танца 2009 года

Из музыкальной еврейской семьи. Дедушка, Герман Клас-Гласс (нем. Herman Klas-Glass), родился в Дерпте (ныне Тарту) в 1874 году, в многодетной семье. Учился игре на виолончели в Ревеле (ныне Таллин), затем в Берлине. В Варшаве познакомился со своей будущей женой, певицей Станиславой Фрухтман, которая родила ему пятерых сыновей, среди которых был отец Эри Класа — Эдуард.
Второй дедушка, Йосл Гуревич, обучался в Вене хормейстерскому искусству, а по окончании учёбы нашёл работу в Риге в качестве школьного учителя пения и руководителя школьного хора. В Риге женился и у него родились две дочери — Анна (1912—1999) и Йемима. Анна, мать Эри, в 1931 году закончила Таллинскую консерваторию и поступила в Берлинскую высшую школу музыки, но в связи с приходом фашистов к власти в Германии в 1933 году была вынуждена прекратить учёбу и вернуться в Эстонию.
В Таллине Анна Гуревич вышла замуж за Эдуарда Класа, выпускника Пражской высшей технической школы. 7 июня 1939 года в семье родился единственный ребёнок — Эри.
После начала войны Анна Клас вместе двухгодовалым Эри эвакуировалась на Урал. Деду и бабушке Эри Класа со стороны отца предложили эвакуироваться из Эстонии в тыл Советского Союза, но они категорически отказались, так как верили в гуманность немцев. Отец Эри не хотел оставлять своих родителей одних и также отказался эвакуироваться. После прихода немцев отца, деда и бабушку Эри арестовали, поместили в Таллинскую тюрьму, а затем расстреляли.

### Учёба
Учился в Таллинской детской музыкальной школе по классу скрипки. В 1959 году окончил Таллинское музыкальное училище (с 1975 года — имени Георга Отса) по классу «хоровое дирижирование», в 1964 году — Таллинскую консерваторию (ныне Эстонская академия музыки и театра) у Г. Г. Эрнесакса. Стажировался в Ленинградской консерватории (1964—1967) у Н. С. Рабиновича и в Большом театре (1969—1971) у Б. Э. Хайкина.

### Карьера

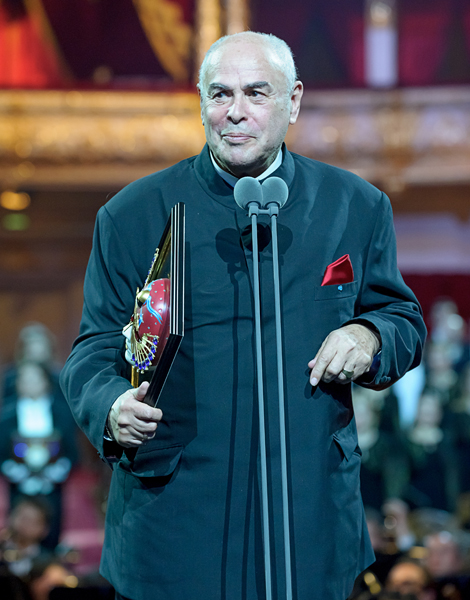
Эри Клас на церемонии «Золотая маска» 2014 года

Начало музыкальной карьеры связана с Эстонским государственным симфоническим оркестром, где работал дирижёром-ассистентом и играл на ударных инструментах.
С 1965 года — дирижёр, с 1975 по 1994 год — главный дирижёр и художественный руководитель Эстонского театра оперы и балета (ныне Национальная опера «Эстония») в Таллине. С 1994 — почётный дирижёр, с 2005 — председатель совета театра.
Был главным дирижёром Шведской королевской оперы (1985—1990), Симфонического оркестра Орхуса (Дания) (1991—1996), Симфонического оркестра Нидерландского радио (1996—2003, с 2003 — главный приглашённый дирижёр), художественным руководителем филармонии в Тампере и главным дирижёром Филармонического оркестра Тампере (Финляндия) (1998—2006, с 2006 — дирижёр-лауреат), главным дирижёром и художественным советником оркестра «Израильская симфониетта» в Беер-Шева (Израиль) (1999—2002).
С 2003 года сотрудничал с Московским театром «Новая Опера» им. Е. В. Колобова, где дирижировал спектаклями и концертными программами. В 2006—2011 годах — главный дирижёр, с 2013 года — приглашённый дирижёр театра.
Под его управлением исполнены более пятидесяти опер.
Гастролировал за рубежом как симфонический и оперный дирижёр.
В советское время выступал со многими московскими симфоническими оркестрами, более 10 лет сотрудничал с Большим театром, с которым гастролировал в Японии, Греции, Франции и на Филиппинах.
В 1991 году дебютировал в США с Лос-Анджелесским филармоническим оркестром. В последующие годы работал более чем со 100 симфоническими оркестрами из 40 стран мира, среди которых Берлинский филармонический оркестр, Гамбургский симфонический оркестр, Мюнхенский филармонический оркестр, Токийский филармонический оркестр, Сиднейский симфонический оркестр, Чикагский симфонический оркестр, Кливлендский оркестр, Бостонский симфонический оркестр, Симфонический оркестр Сан-Франциско, Балтиморский симфонический оркестр, Симфонический оркестр Атланты, Симфонический оркестр Нью-Джерси, Оркестр Миннесоты, Симфонический оркестр Цинциннати, Детройтский симфонический оркестр, Национальный симфонический оркестр Вашингтона, Национальный оркестр Лиона, Филармонический оркестр Ниццы, Национальный оркестр Аквитании (Бордо), Симфонический оркестр Би-би-си, Английский камерный оркестр (оба — Лондон), Королевский шотландский национальный оркестр (Глазго), Монреальский симфонический оркестр, Симфонический оркестр Венского радио, Симфонический оркестр Итальянского радио в Турине, Оркестр Тонхалле (Цюрих), Роттердамский филармонический оркестр, Резиденц-оркестр (Гаага), оркестр Парижской оперы, оркестры Финляндии, Швеции и Норвегии. В Австралии он дирижировал оркестрами в Сиднее, Мельбурне, Аделаиде и Брисбене. Выступал в Канаде — в Монреале, Торонто, Оттаве, Ванкувере, Калгари и Эдмонтоне, а также в Мексике, Аргентине, Чили и на Кубе. В Азии дирижировал несколькими оркестрами в Японии, Тайване, Сингапуре, Гонконге, Малайзии и на Филиппинах, также провёл длительный тур в нескольких азиатских и европейских странах с азиатским молодёжным оркестром и со скрипачом Г. Кремером.
Первый приглашённый дирижёр Финской национальной оперы (1990—2009).
С 1999 года дирижировал на всех Эстонских праздниках песни.
В 2002—2014 годах — художественный руководитель Таллинской филармонии.
С 2005 года — инициатор проведения и художественный руководитель летнего фестиваля культуры — Фестиваля Биргитты в Таллинне.

### Педагогическая деятельность
Постоянно работал с молодыми музыкантами, возглавлял юношеские оркестры в Скандинавии и Ирландии, в Америке и Азии. В 1993—1997 годы — профессор оркестрового дирижирования Академии Сибелиуса в Хельсинки. Занимался преподавательской деятельностью в качестве приглашённого профессора Эстонской академии музыки и театра.
В 1990 году был избран депутатом Верховного Совета Эстонской Республики.
Умер 26 февраля 2016 года в Таллине. Похоронен в Таллине в еврейской части кладбища Рахумяэ.

### Семья
Мать — Анна Иосифовна Клас (1912—1999), эстонская, советская пианистка и педагог. Заслуженная артистка Эстонской ССР (1946).
В 1966—1968 годы был женат на оперной певице и актрисе эстонско-испанского происхождения Нивес Лепп (урождённая Нивес Реди) и от этого брака имеет дочь Диану (род. 1967), актриса и певица, у неё два сына, дочь и внучка Сандра (род. 2009) — правнучка Эри Класа.
В течение двадцати лет был женат на балерине и актрисе Юлле Улла, род. 1934).
С 1992 года женат на Ариэль (род. 1952), в прошлом преподаватель игры на фортепиано, а ныне предприниматель, имеет дочерей от первого брака — Ангелику Клас-Фагерлунд (род. 1974) и Марион Мельник (род. 1982), обе — финские оперные певицы.

## Награды, звания
- Народный артист Эстонской ССР (1978).
- Народный артист СССР (1986) — за большие заслуги в развитии советского музыкального искусства[6].
- Государственная премия Эстонской ССР (1985)[7].
- Орден Белой звезды III класса (1999)[8].
- Рыцарь I класса ордена Полярной звезды (Швеция, 1989).
- Командор I класса ордена Льва Финляндии (1992).
- Орден Дружбы (Россия, 2010) — за большой вклад в развитие культурных связей с Российской Федерацией, сохранение и популяризацию русского языка и русской культуры за рубежом[9].
- Национальная премия Эстонии в области культуры (1992, 1999 и 2013).
- Первая премия на конкурсе дирижёров в Чехословакии[10].
- Музыкальная премия Музыкального совета Эстонии (2009) — за десятилетия выдающейся дирижёрской работы.
- Международная премия за развитие и укрепление гуманитарных связей в странах Балтийского региона «Балтийская звезда» (Министерство культуры и массовых коммуникаций РФ, Союз театральных деятелей РФ, комитет по культуре правительства Санкт-Петербурга, 2012).
- Премия «Золотая маска» (2014) — за выдающийся вклад в развитие театрального искусства.
- Премия заслуженного деятеля культуры Таллина (2014).
- Почётный дирижёр Эстонского национального мужского хора (1989).
- Почётный дирижёр Национальной оперы «Эстония» (1994).
- Почётный доктор Эстонской академии музыки и театра (1994).
- Почётный член Олимпийского комитета Эстонии (2010).
- Почётный член Киносоюза Эстонии.
- Посол доброй воли ЮНИСЕФ (1999).
- Председатель Фонда эстонской национальной культуры (эст. Eesti Rahvuskultuuri Fond) (1991).
- Председатель совета благотворительного фонда.
- Кавалер гербового знака Таллина (1999).
- Почётный гражданин Таллина (2014)[11].

Вошёл в составленный в 1999 году по результатам письменного и онлайн-голосования список 100 великих деятелей Эстонии XX века.

## Творчество

### Дирижирование
Оперы
- «Борис Годунов» М. П. Мусоргского
- «Бал-маскарад» Дж. Верди
- «Трубадур» Дж. Верди
- «Травиата» Дж. Верди
- «Аттила» Дж. Верди
- «Луиза Миллер» Дж. Верди
- «Лючия ди Ламмермур» Г. Доницетти
- «Порги и Бесс» Дж. Гершвина
- «Повесть о настоящем человеке» С. С. Прокофьева
- «Катерина Измайлова» Д. Д. Шостаковича
- «Железный дом» Э. С. Тамберга

Балеты
- «Лебединое озеро» П. И. Чайковского
- «Спящая красавица» П. И. Чайковского
- «Жизель» А. Адана
- «Ромео и Джульетта» С. С. Прокофьева
- «Блудный сын» С. С. Прокофьева
- «Чудесный мандарин» Б. Бартока

Мюзикл
- «Вестсайдская история» Л. Бернстайна

### Концертный репертуар
Включает мессы И. С. Баха, Й. Гайдна, Л. Бетховена, оратории Г. Ф. Генделя, реквием В. А. Моцарта, реквием Дж. Верди, произведения эстрадных композиторов — Э. М. Тамберга, Я. П. Ряэтса, В. Р. Тормиса, X. А. Юрисалу, советских композиторов.

### Участие в постановке балетов в Большом театре
- 1976 — «Икар» С. М. Слонимского
- 1978 — «Эти чарующие звуки» на музыку Дж. Торелли, Ж.-Ф. Рамо и В. А. Моцарта

### Записи
Среди осуществлённых записей — произведения А. Берга, Ф. Гласса, Дж. Корильяно, Л.-Э. Ларссона, Э. Раутаваары, Э. Салменхаары, Э. Тубина, А. Шнитке, Э. Энглунда.

### Фильмография

#### Роли
- 1960 — Актёр Йоллер — музыкант
- 1961 — Случайная встреча — оркестрант

#### Сценарист
- 1970 — Украли Старого Тоомаса (совм. с Г. Скульским, С. Школьниковым, У. Лахтом)
- 1970 — Ключик (короткометражный)

## Книги
- Автор книги «Дирижер. Лицом к залу» (2006).
- В 2008 году издательство «Revelex» выпустило книгу-фотоальбом Иво Парбуса «Эри Клас. Посол культуры» («Eri Klas. Kultuuri suursaadik»), составленную из бесед с дирижёром[13].